# 국립 통번역사 인증 기관
국립 통번역사 인증 기관(National Accreditation Authority for Translators and Interpreters, NAATI)은 오스트레일리아에서 번역사와 통역사를 위한 국가 표준 및 인증 기관이다. NAATI 헌장에 명시된 NAATI의 임무는 번역 및 통역 분야에서 높은 국가 표준을 설정하고 유지하여 오스트레일리아 사회의 변화하는 요구와 인구 통계에 부응하는 공인 번역사 및 통역사 인력 풀을 확보하는 것이다. 이 회사의 핵심 목표는 오스트레일리아에서 번역사 및 통역사로 일하고자 하는 전문가들에게 자격증을 발급하는 것이다.

## NAATI 자격증
NAATI 자격증은 번역 및 통역 서비스 소비자에게 품질 보증을 제공하고,
공인 전문가를 고용하는 기관에 신뢰성을 부여한다.
| 공인 회의 통역사 | 국제 또는 고위급 행사 및 회의에 적합하며, 회의식 환경에서 동시통역 또는 순차통역을 요구한다. 통역사는 통역 서비스를 제공하기 위해 회의 통역 부스 및 장비를 사용하는 경우가 많다. |
| 공인 통역사      | 건강, 법률 및 공식 절차와 같은 전문 분야에 적합하다. 일반 대화 및 비전문가 대화 통역에도 적합하다. |
| 공인 임시 통역사 | 일반 대화 및 비전문가 대화 통역에 적합하다. |
| 인정 실무 통역사 | NAATI가 자격증을 제공하지 않는 신흥 언어 또는 커뮤니티 수요가 적은 언어에 부여된다. 이 자격을 가진 통역사는 통역사로서 최근의 정기적인 경험이 있으며 정기적인 전문성 개발을 완료해야 한다. 일반 대화 및 비전문가 대화 통역에 적합하다. 소수의 경우, 인정 실무 통역사는 통역사가 훈련을 받았지만 현재 시험을 볼 수 없는 기존 언어에서 임시 조치로 제공될 수도 있다. |

### 이전 NAATI 자격증
2018년 1월 NAATI가 도입한 새로운 인증 제도에 전환하지 않기로 결정한 번역사 및 통역사도 있다.
전환된 번역사 및 통역사가 없는 경우, 가장 높은 이전 자격부터 시작하여 이전 NAATI 공인 자격을 보유한 번역사 및 통역사가 여전히 유효하다. 이러한 공인 자격은 새로운 NAATI 인증 제도의 모든 혜택을 받지 못하고 재인증 요건의 적용을 받지 않지만, 여전히 유효하다.
이러한 공인 자격은 다음과 같다.
- 선임 회의 통역사
- 회의 통역사
- 전문 통역사
- 전문 번역사
- 준전문 통역사
- 인정

2018년에 도입된 새로운 인증 제도 전환을 선택하지 않은 번역 및 통역 전문가들은 NAATI가 1977년에 설립된 이래로 NAATI에 의해 공인되었다. 이들은 여전히 재인증을 요구하지 않는 영구적인 공인을 보유한다. 2018년 인증 시스템이 도입된 이후, 이전 시스템에서 공인되었지만 전환하지 않은 전문가들은 NAATI의 공인 언어 전문가 온라인 디렉토리에 포함되지 않는다.

### 무자격
일부 통역사는 위에 명시된 자격 중 어떤 것도 보유하지 않으며 통번역 서비스(TIS National)에서 '무자격'으로 불린다. 이는 일반적으로 NAATI가 인증이나 인정된 실무자 상태를 제공하지 않는 수요가 매우 낮은 언어에서 발생한다.

## 조직 구조
NAATI는 보증 유한 비영리 회사로, 2001년 회사법에 따라 오스트레일리아에 설립되었다. 이 회사는 연방, 주 및 준주 정부가 공동으로 소유하며, 소유주가 임명한 이사회에 의해 운영된다.
NAATI의 회원은 연방, 주 및 준주 정부에서 다문화 업무 및 시민권을 담당하는 9명의 장관이다. 회원은 NAATI와 관련된 권한을 행사할 대표자를 임명할 수 있다. 이 회원 대표는 NAATI 이사회와는 별개이다.

## 운영 기능
NAATI는 사람들이 오스트레일리아에서 번역사 또는 통역사로 일하기 위한 자격을 취득하고 유지하는 데 도움이 되는 8가지 주요 서비스를 제공한다. 이러한 서비스는 다음과 같다.
- NAATI 자격 시험
- 공인 커뮤니티 언어 시험 - 커뮤니티 수준의 언어 능력 평가로, 오스트레일리아에서 이민 점수에 일반적으로 사용된다.
- 커뮤니티 언어 보조 - 공공 또는 민간 부문에서 사용되는 시험으로, 언어 수당을 받기 위한 목적으로 직장에서의 언어 능력을 인정한다.
- 이민 목적을 위한 기술 평가

NAATI 자격에는 인증 및 인정 실무자라는 두 가지 유형이 있다.
NAATI 인증은 개인이 번역 및 통역 산업에서 요구되는 전문 표준을 충족하는 능력을 입증했음을 인정하는 것이다. NAATI는 영어 사용자와 비영어 사용자 오스트레일리아인이 서로 효과적으로 상호 작용할 수 있도록 이러한 표준에 따라 실무자 및 번역사 및 통역사 지망생을 평가한다.
NAATI 공인을 취득할 수 있는 몇 가지 다른 방법이 있다.
NAATI 인정은 NAATI가 인증을 제공하지 않는 신흥 언어 또는 커뮤니티 수요가 매우 낮은 언어에 부여된다. 인정 실무 번역사 또는 통역사는 오스트레일리아 사회와 번역사 또는 통역사로 상호 작용할 수 있는 최소한의 경험과 능력을 충족하며, 명확한 기술 수준 없이 최근의 정기적인 경험을 보유한다.
NAATI 인정 실무자 자격은 공인 실무자 풀이 있거나 NAATI가 해당 언어에 대한 인증 시험을 정기적으로 제공하는 언어에는 제공되지 않는다.

## NAATI 자격 개요
NAATI의 현재 시스템 하에는 10가지 다른 유형의 자격이 있다. 이는 아래 표에 나열되어 있다.
| 자격명             | 1992년 이전 수준 | 설명 |
| ------------------ | ---------------- | --- |
| 회의 통역사 (선임) | 5                | NAATI 통역 공인 중 가장 높은 수준이다. 회의 통역 분야의 탁월한 수준을 반영하며, 광범위한 경험과 국제적 리더십을 통해 인정받는다. 회의 통역사 공인의 역량을 포함하고 이를 기반으로 한다.                                                                             |
| 고급 번역사 (선임) | 5                | NAATI 번역 공인 중 가장 높은 수준이다. 전문 번역 분야의 탁월한 수준을 반영하며, 광범위한 경험과 국제적 리더십을 통해 인정받는다. 고급 번역사 공인의 역량을 포함하고 이를 기반으로 한다.                                                                             |
| 회의 통역사        | 4 (I)            | 인정된 국제 관행에 따라 복잡하고 전문적이며 정교한 통역을 순차 및 동시 방식으로 처리하는 데 필요한 역량 수준을 나타낸다. 회의 통역사는 회의, 고위급 협상, 법원 절차 등 다양한 상황에서 활동하거나 특정 분야에 전문화할 수 있다.                                     |
| 고급 번역사        | 4 (T)            | 인정된 국제 관행에 따라 복잡하고 전문적이며 정교한 번역을 처리하는 데 필요한 역량 수준을 나타낸다. 고급 번역사는 다양한 상황에서 활동하며, 기술 매뉴얼, 연구 논문, 회의, 고위급 협상 및 법원 절차 번역을 포함하여 특정 분야에 전문화할 수 있다.                     |
| 전문 통역사        | 3 (I)            | 전문 통역을 위한 최소 역량 수준을 나타내며, 은행, 법률, 건강, 사회 및 지역사회 서비스 등 대부분의 환경에서 NAATI가 권장하는 최소 수준이다. 전문 통역사는 광범위한 준전문 상황에서 통역할 수 있으며, 연설 또는 발표를 통역하기 위해 순차 통역 방식을 사용할 수 있다. |
| 전문 번역사        | 3 (T)            | 전문 번역을 위한 최소 역량 수준을 나타내며, 은행, 법률, 건강, 사회 및 지역사회 서비스 등 대부분의 환경에서 NAATI가 권장하는 최소 수준이다. 이 수준의 번역사는 전문적인 내용이 포함된 문서를 포함하여 광범위한 주제를 다룬다.                                        |
| 준전문 통역사      | 2 (I)            | 일반 대화를 위한 통역 역량 수준을 나타낸다. 준전문 통역사는 일반적으로 비전문가 대화의 통역을 수행한다. 이 수준의 실무자는 가능한 경우 전문 수준 공인을 취득하도록 권장된다.                                                                                        |
| 준전문 번역사      | 2 (T)            | 비전문 정보(예: 출생 증명서)의 번역을 생산할 수 있는 역량 수준을 나타낸다. 이 수준의 실무자는 가능한 경우 전문 수준 공인을 취득하도록 권장된다. |
| 인정 통역사        | –                | 이 자격은 수상 당시 신청자가 통역사로서 최근의 정기적인 업무 경험이 있었음을 인정하지만, 숙련도 수준은 명시되지 않는다. 인정 통역사는 사용 가능해지면 공인을 취득하도록 권장된다.                                                                                   |
| 인정 번역사        | –                | 이 자격은 수상 당시 신청자가 번역사로서 최근의 정기적인 업무 경험이 있었음을 인정하지만, 숙련도 수준은 명시되지 않는다. 인정 번역사는 사용 가능해지면 공인을 취득하도록 권장된다.                                                                                   |

NAATI 번역사 자격증은 일반적으로 다음 중 한 가지 방향으로 부여된다.
- 영어가 아닌 다른 언어(LOTE)에서 영어로; 또는
- 영어에서 LOTE로; 또는
- 양방향.

NAATI 통역사 자격증은 양방향으로 부여된다.
간혹 NAATI는 회의 통역사 또는 고급 번역사 수준에서 영어가 포함되지 않은 언어 조합으로 자격을 부여하기도 한다. 예: 프랑스어에서 독일어로의 고급 번역사 또는 프랑스어에서/로 러시아어로의 회의 통역사 (선임). 이러한 종류의 공인은 AIIC 또는 AITC와 같은 국제 협회의 전문 회원 자격에 따라서만 부여될 수 있다.

### NAATI 공인 번역이 필요한 문서의 예시
NAATI 공인 번역사에 의한 번역은 일반적으로 이민 관련 공식 문서에 대해 정부 당국에서 요구된다. 예:
- 급여 명세서
- 성적 증명서
- 은행 명세서
- 출생 증명서
- 결혼 증명서
- 사망 증명서
- 운전 면허증
- 이혼 증명서
- 범죄 경력 증명서
- 학력 증명서